# Bomogona helvetica
Bomogona helvetica är en mångfotingart som först beskrevs av Karl Wilhelm Verhoeff 1894.  Bomogona helvetica ingår i släktet Bomogona och familjen knöldubbelfotingar. Inga underarter finns listade i Catalogue of Life.